# 古永真一
古永 真一（ふるなが しんいち、1967年 -　）は、日本のフランス文学者、翻訳家。首都大学東京准教授。

## 略歴
パリ第7大学留学を経て2002年早稲田大学大学院文学研究科博士後期課程修了、「ジョルジュ・バタイユ 供犠のヴィジョン」で文学博士。2013年首都大学東京准教授。バンドデシネの翻訳もしている。

## 著書
- 『BD(ベー・デー)  第九の芸術』（未知谷） 2010
- 『ジョルジュ・バタイユ 供犠のヴィジョン』（早稲田大学出版部、早稲田大学モノグラフ） 2010

## 翻訳
- 『聖なる陰謀 アセファル資料集』（ジョルジュ・バタイユ、マリナ・ガレッティ編、吉田裕, 江澤健一郎, 神田浩一, 細貝健司共訳、ちくま学芸文庫） 2006
- 『線が顔になるとき バンドデシネとグラフィックアート』（ティエリ・グルンステン、人文書院） 2008
- 『イビクス ネヴゾーロフの数奇な運命』（パスカル・ラバテ、国書刊行会、BDコレクション） 2010
- 『アニメとプロパガンダ 第二次大戦期の映画と政治』（セバスチャン・ロファ、中島万紀子, 原正人共訳、法政大学出版局） 2011
- 『闇の国々』1 - 4（ブノワ・ペータース作、フランソワ・スクイテン画、原正人共訳、小学館集英社プロダクション、ShoPro Books） 2011 - 2013
- 『神様降臨』（マルク=アントワーヌ・マチュー、河出書房新社） 2013
- 『シェヘラザード 千夜一夜物語』（セルジオ・トッピ、小学館集英社プロダクション、ShoPro Books） 2013
- 『ラ・ドゥース』（フランソワ・スクイテン、小学館集英社プロダクション、ShoPro Books） 2013
- 『テプフェール マンガの発明』（ティエリ・グルンステン, ブノワ・ペータース、原正人, 森田直子共訳、法政大学出版局） 2014

## 参考
- [ISBN 978-4-588-42013-9]